# Zenon Komender

Zenon Komender, 1979

Zenon Komender (* 21. Oktober 1923 in Częstochowa; † 12. April 1993 in Warschau) war ein polnischer Politiker.
Während des Zweiten Weltkrieges war er unter falschem Namen, Wacław „Zaremba“ Tomczyński, Mitglied der im Widerstand befindlichen Polnischen Heimatarmee (Armia Krajowa), in der er gegen die deutsche Besatzung kämpfte. 1944 blieb er hinter der Front und setzte seinen Kampf gegen die neue sowjetische Besatzungsmacht fort. Er wurde vom NKWD verhaftet, in Moskau verhört, ins Lubjanka-Gefängnis und anschließend nach Sibirien in das Lager Nr. 283/16 Uzlowaja verschickt. 1946 gelang ihm die Flucht. Nach der Rückkehr studierte er am Polytechnikum Breslau, wo er seinen Kampf gegen die Kommunisten fortsetzte. Er wurde im Dezember 1946 wieder verhaftet und zu sechs Jahren Gefängnis verurteilt. Nach der Freilassung erhielt er ein Studien-Verbot und arbeitete zunächst als Kanalisationsarbeiter. Im Jahre 1956, nach der politischen Wende in Polen, schloss er sich der römisch-katholischen Laien-Vereinigung Pax an. Seit 1965 war er Präsidiumsmitglied von Pax, von 1980 bis 1982 deren stellvertretender und von 1982 bis 1989 erster Vorsitzender; nach den 1989er Wahlen verließ er die Organisation. Komender war von 1969 bis 1989 Abgeordneter des Sejm und von 1982 bis 1985 stellvertretender Premierminister Polens (zur Zeit der Jaruzelski-Regierung). 1982 wurde er in den Staatsrat berufen.
Zenon Komender starb 1993.